# Saint-Léger-le-Guérétois
 Saint-Léger-le-Guérétois  es una localidad y comuna de Francia, en la región de Lemosín, departamento de Creuse, en el distrito de Guéret y cantón de Saint-Vaury.
Su población en el censo de 1999 era de 425 habitantes.
Está integrada en la Communauté de communes de Guéret-Saint-Vaury.

## Demografía
| 305 | 353 | 342 | 385 | 446 | 425 |
| Para los censos de 1962 a 1999 la población legal corresponde a la población sin duplicidades (Fuente: INSEE [Consultar]) |     |     |     |     |     |